# Witalis Puszkow
Witalis Puszkow – oficer radziecki, pułkownik ludowego Wojska Polskiego, funkcjonariusz Głównego Zarządu Informacji Wojskowej.
W 1945 w stopniu majora Wojskowy Komendant Miasta Włochy. W latach 1945–1946 wykładał sztukę operacyjną na kursach oficerskich Szkoły Oficerów Informacj. Od grudnia 1948 do grudnia 1950 był szefem Oddziału I Głównego Zarządu Informacji (ochrona kontrwywiadowcza Dowództwa WP) .